# سكوت لي
سكوت لي هو راكب الكنو كندي، ولد في 15 مارس 1949.

## وصلات خارجية
- سكوت لي على موقع أوليمبيديا (الإنجليزية)